# Břetislav Slováček
Břetislav Slováček (7. července 1948 Praha – 10. října 2018) byl český herec, výtvarník a malíř.
V 70. letech 20. století vystudoval herectví na DAMU. Většinou hrál v divadle. Profesionální angažmá měl v Jihočeském divadle v Českých Budějovicích (1972–1974), v pražském Divadle na Vinohradech (1974–1998) a v divadle Na Fidlovačce (1998). Hrál ve filmech jako například Břetislav a Jitka (1974), Čekání na déšť (1978), Rozpuštěný a vypuštěný (1984) a nebo Zkouškové období (1990). Objevil se také v seriálech jako Arabela, Život na zámku, Bakaláři nebo Malý pitaval z velkého města.
Od dětství žil celý život v Černošicích, kde aktivně pomáhal organizovat mnohé kulturní akce.
Je švagrem herců Petra Kostky a Zorky Kostkové.
Zemřel 10. října 2018 ve věku 70 let.